# Sant Pere de Tesà
Sant Pere de Tesà és l'església parroquial del poble rossellonesa de Tesà, a la Catalunya del Nord. L'església romànica del segle xiii o XIV perdé la categoria parroquial en favor del nou temple del segle xix, bastit en un emplaçament proper.

## L'església antiga

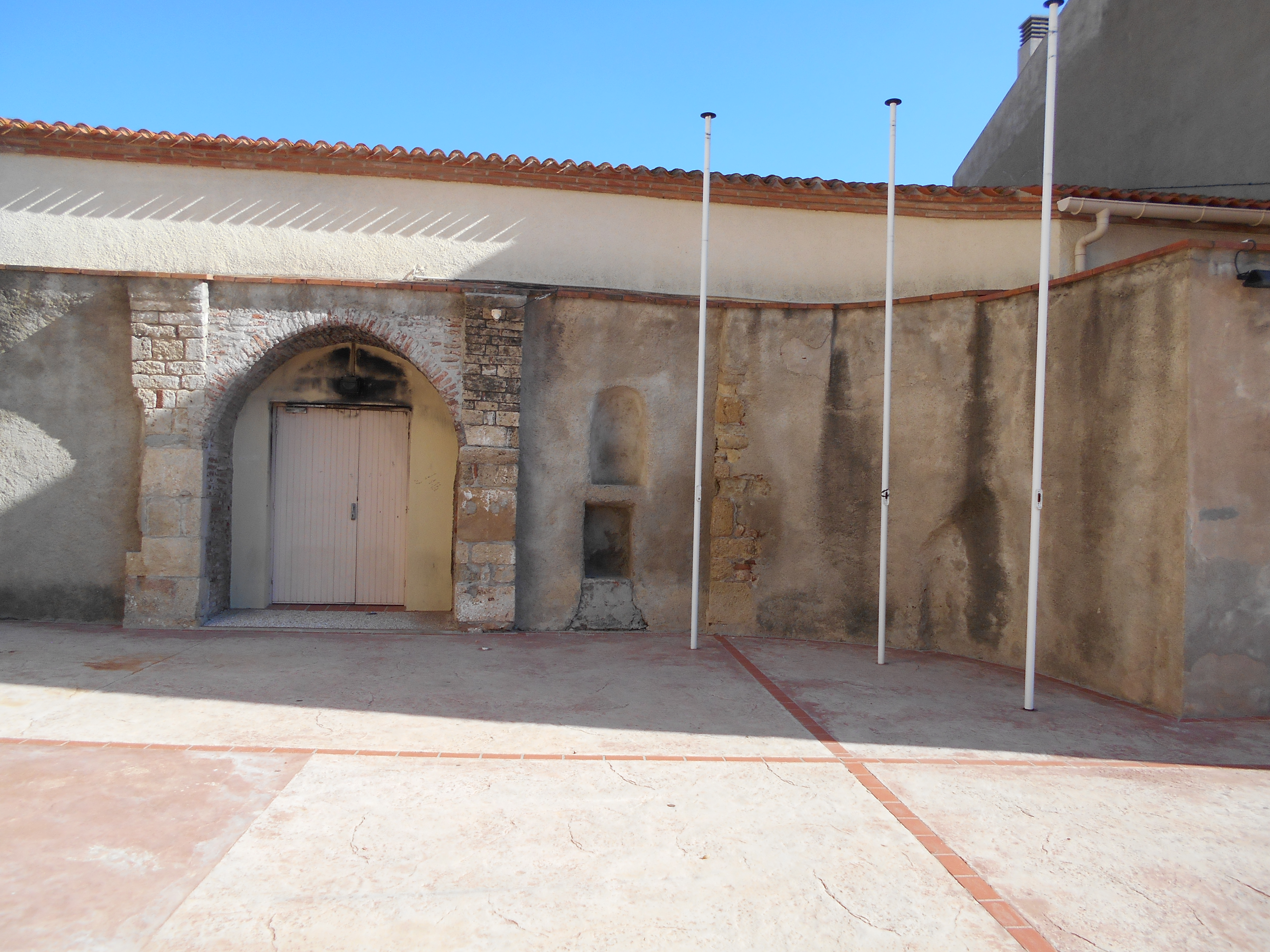
L'església vella

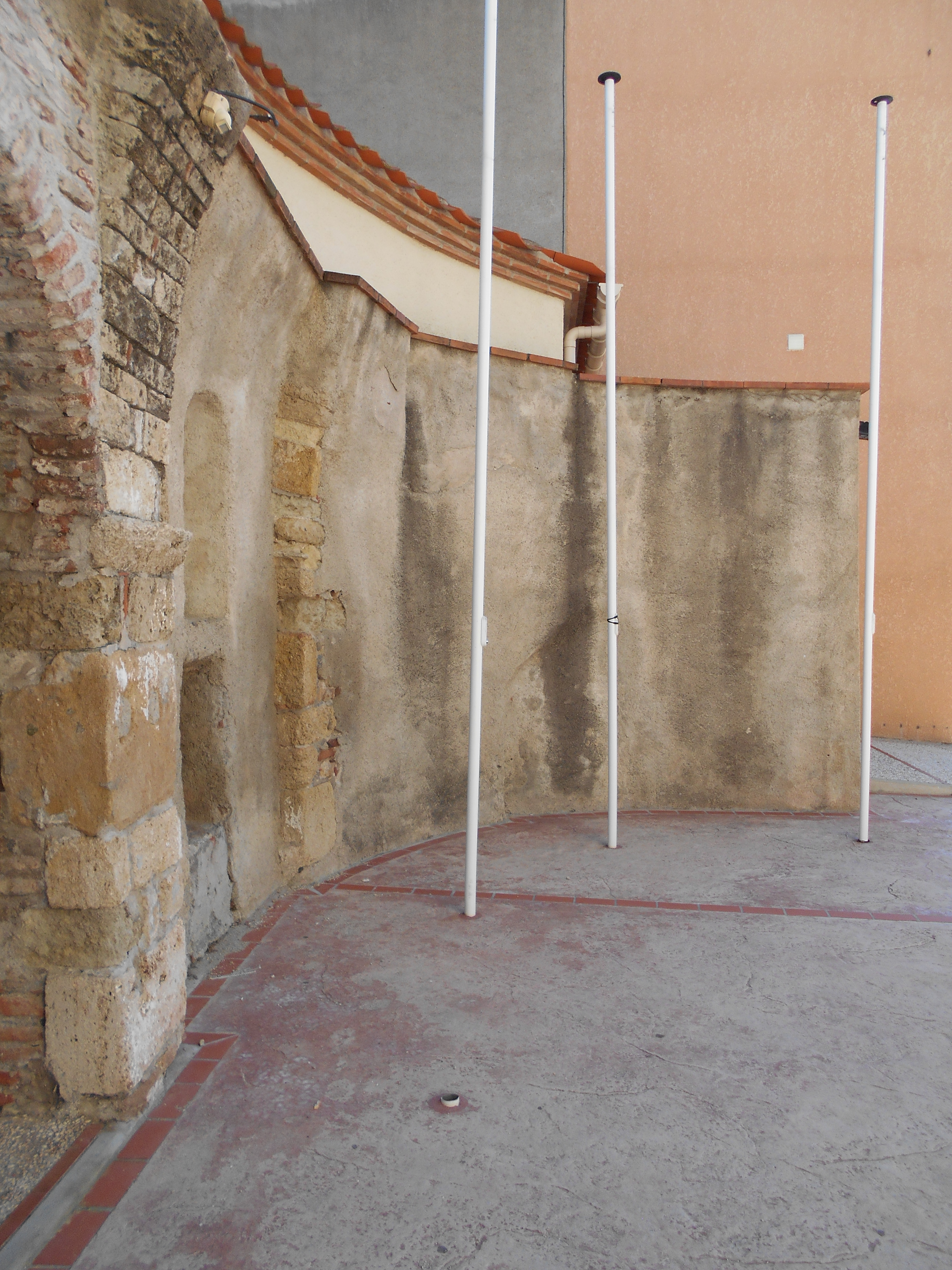
Meitat de l'absis conservat

La parròquia de Tesà és una de les més antigues d'entre les documentades al Rosselló, i ja se'n coneix l'existència al 832. Al 899 Carles III de França confirmà a Esteve, espòs d'Anna, filla del comte Alaric I d'Empúries i neta del comte Berà, la possessió de la vil·la de Tesà amb les seves dependències (Anglars i Salelles), amb l'església de Sant Pere de Tesà inclosa.
Les excavacions efectuades el 2002 sota l'antiga església permeteren trobar una lipsanoteca i constataren les restes de tres diferents edificacions superposades. En primer lloc, una església preromànica, amb murs de palets de riera units amb morter, a vegades fent dibuix d'opus spicatum, amb la presència al cementiri parroquial annex de tombes coetànies; aquest primer temple s'identificaria amb la parròquia del 832. En un estrat superior apareixen les restes d'una construcció romànica del segle xii, amb absis semi-circular marcat per una esquerda vertical que sembla indicar que la nau de l'església s'hauria obert per la meitat (vegeu-ne la fotografia). Probablement de resultes d'aquest esfondrament, al segle xiii o XIV s'hauria bastit l'església definitiva, aprofitant la planta del temple anterior, i amb campanar d'espadanya; seria per a aquesta església l'encàrrec que el pintor perpinyanenc Pere Girona rebé el 1386 de confegir un retaule per a l'església, pagat enterament per Joan Pere, cònsol de la comunitat secular del lloc.
Al segle xix, l'església romànica hauria perdut la categoria parroquial en favor de la nova església del poble. Posteriorment, al segle xx l'església romànica s'acabà d'arruïnar el 1956 amb la construcció del dipòsit d'aigües i calgué aterrar-la el 1984. Només en resta un fragment del mur i restes de l'absis.

## El temple modern

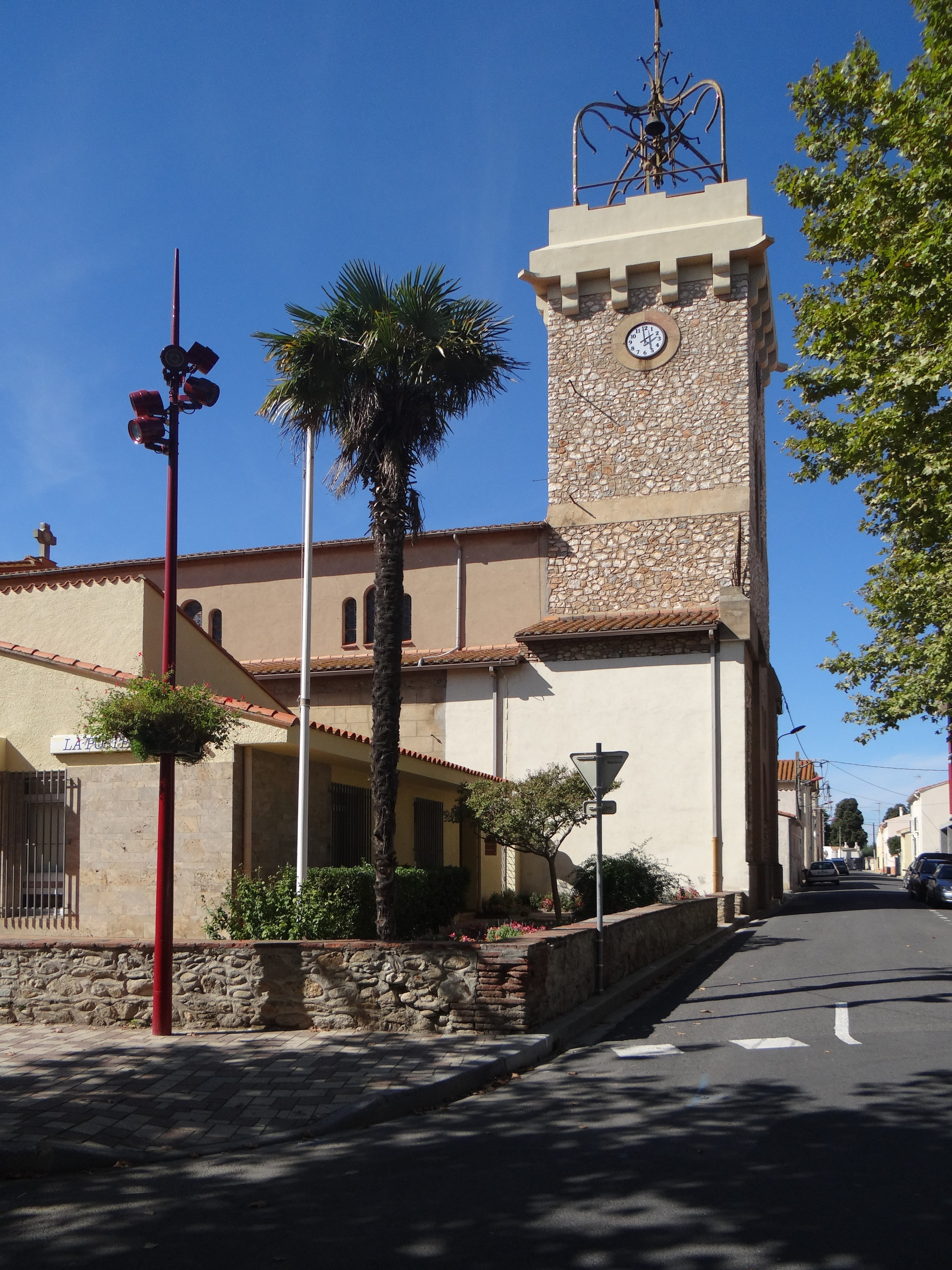
Vista lateral

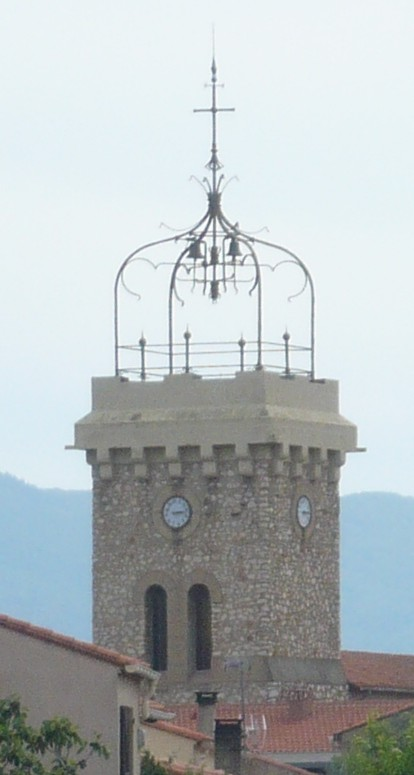
Detall del campanar

L'església moderna es començà a bastir al segle xix en un indret proper al temple antic, i fou consagrada el 1924. A l'11 de març del 1935 un incendi ocasionà l'esfondrament de la volta, però l'església fou reconstruïda.

### Arquitectura i mobiliari
L'església moderna és de tres naus paral·leles, acabada amb un absis semi-circular. Per dessobre la nau s'enlaira un campanar de torre, amb decoració postissa de matacans, rematat amb una estructura metàl·lica amb dues campanes. A la façana de l'església es poden contemplar dues pedres amb inscripcions romanes, testimoni del passat de la població, segurament procedents d'una vil·la romana. Al mur nord s'hi penjà una làpida, del 1260 i dedicada a Pere Comte, provinent de l'església romànica, amb la inscripció epigràfica: 
| « | Téza. Christi Domini M CC LIX XI Kl. Febroarii obrit P Cornetis de Tesarro qui dimisit ecclesie Santi (sic) Pedri ejusdem loci [? : injum ?] sereum (sic) sient in suo testamento plenius constructur cujus aninia requiescar in pace [... : estruen ?] | » |

Provinents també de l'església romànica hi ha una estàtua de sant Pere del segle xvii i un crist del xviii i, al vestíbul de l'església, es mostra un antic mil·liari romà, provinent de la via Domícia, que s'havia reutilitzat a l'Edat Mitjana com a pica d'aigua beneïda de l'església romànica.